# Gomez-Nunatak
Der Gomez-Nunatak ist ein isolierter und 1550 m hoher Nunatak des Palmerlands im Süden der Antarktischen Halbinsel. Er ragt 60 km südwestlich des Mount Vang auf.
Der United States Geological Survey kartierte ihn anhand eigener Vermessungen und Luftaufnahmen der United States Navy aus den Jahren von 1961 bis 1967. Das Advisory Committee on Antarctic Names benannte ihn 1968 nach José M. Gomez, Baumechaniker auf der Eights-Station im antarktischen Winter 1965.